# お姉ちゃん!天国

## 登場人物
岡崎宏
主人公。母親が事故で亡くなったのを機に父親の現住所にある家に引き取られる。その家にいる3人の異母姉とは母親が亡くなる前に一応の交流はあった。女の子のように線が細いといわれる体型だが、顔に似合わない巨根ともいわれる。露羽と比冴には「露羽姉」と「比冴姉」と呼ぶが、瑳織には年が近いこともあってか「ちゃん」付けで呼んでいる。
岡崎露羽
宏の異母姉で三姉妹の長女。家では調理担当でもある。直接、生乳をみた宏から「大きくてゴムまりみたい」と言わしめた美巨乳。職業は教師で宏と比冴と瑳織の通っている学校でもある。三姉妹で一番最初に宏と肉体関係を持ち、処女を捧げた。大胆で裸エプロンで調理をしたりもする。
岡崎比冴
宏の異母姉で三姉妹の次女。ボーイッシュだが姉妹に勝るとも劣らない美貌と巨乳を持ち、「センチで姉には負けても張りと弾力では負けない」と自負し、パイズリをしてもらった宏も認めていた。運動神経抜群。部活に所属している。宏には大雑把な態度が目立つが実際には独占したいという気持ちが強いほどに愛しており、露羽の「みんなの宏君だから独占してはいけない」という意見に唯一反対していた。
岡崎瑳織
宏の異母姉で三姉妹の三女。お姉さんぶるけど末っ子だけあって甘えん坊で優しい。宏のことを幼少期の頃から好きだった。また、勘が鋭く、宏が露羽と比冴と肉体関係を持っていることを見抜き、自分も宏と肉体関係を持つことを企む。背は小柄だが姉同様、巨乳で宏からは「三人の中で一番柔らかい」と評されたが瑳織自身は「お姉ちゃんたちのように大きくないし形も良いわけではない」と自嘲している。料理に関しては「お弁当ぐらいは作れる」と言っていることから特別美味いわけではない模様。
姉弟
最終話に登場した姉弟。姉の名前は不明だが弟の名前は陸。姉は露羽に似ており、陸は宏に似ている。弟が「自分の祖父母は姉弟だったの？」と語っていたり、姉と陸が姉弟でキスをするなどの宏と三姉妹がとっていた行為をしていることから宏と露羽が作った子供の子供、即ち、孫であることが示唆されている。なお、姉弟の両親も祖父母が姉弟である噂を知ってはいながらも、はぐらかしているという態度をとっており、両親も「きょうだい」である可能性も示唆されている。